# Унгуряну, Ион Спиридонович
Ион Спиридонович Унгуряну (рум. Ion Ungureanu; 2 августа 1935, с. Опачь, Бендерский уезд, Королевство Румыния — 28 января 2017, Бухарест, Румыния) — советский и молдавский актёр и режиссёр, государственный деятель, министр культуры ССР Молдова / Республики Молдова (1990—1994). Заслуженный деятель искусств РСФСР (1980) и Народный артист Молдавской ССР (1989).
Единственный дважды кавалер молдавского ордена Республики.

## Биография
В 1954—1955 гг. проходил обучение на филологическом факультет Кишинёвского педагогического института.
В 1960 г. окончил театральное училище им. Б. Щукина в Москве, в 1964 г. Высшие режиссерские курсы при ГИТИСе им. А. В. Луначарского.
В 1960—1971 гг. — актер и режиссер театра юного зрителя «Лучафэрул», с 1964 по 1971 г. занимал должность художественного руководителя театра. С 1978 по 1989 г. работал режиссером в театре Советской Армии в Москве, ставил спектакли и снимал фильмы на Центральном телевидении.
Дебютировал в 1957 г. ролю поэта Грэдинару в фильме «Не на своем месте». В общей сложности он сыграл в 25 фильмах производства «Молдова-фильм» и «Мосфильма», озвучил несколько десятков кинокартин на румынский язык.
Принимал участие в деятельности по возрождению национального самосознания, был активным членом Народного фронта Молдовы. В 1990 г. был избран депутатом Верховного Совета ССР Молдова, на площади Великого Национального Собрания зачитал текст Декларации о независимости Республики Молдова.
В 1990—1994 гг. — министр культуры и культов ССР Молдова/Республики Молдова. В 1992 г. распустил Национальный театр им. А. Пушкина, основав вместо него Национальный театр им. Михая Эминеску. Инициировал восстановление памятника Стефану Великому в центре Кишинева и памятника Капитолийской волчице. Также принял решение о направлении студентов профильных учебных заведений в Румынию для изучения румынского литературного языка, а также стажировках в театрах этой страны.
В 1995—2004 гг. — вице-президент румынского культурного фонда в Бухаресте. Работал по договорам на радио и телевидении.
Автор сценария фильма о театре «Монолог».
Похоронен на Центральном кладбище в Кишинёве.

## Награды и звания
Награжден двумя орденами Республики (2009 и 2012), орденом Почёта (2011) и медалью «За гражданские заслуги» (1996).
Заслуженный деятель искусств РСФСР (1980). Народный артист Молдавской ССР (1989).
Почётный гражданин Кишинёва (18 декабря 2014).
Лауреат Национальной премии Республики Молдова (24 августа 2011). Премия «Интервидение» за телевизионный фильм «Лика» (Пловдив, Болгария, 1981).
Почетный доктор Академии наук Республики Молдова (2009).

## Фильмография
- «Не на своем месте», 1957 — поэт Грэдинару
- «Человек идет за солнцем», 1961 — ученый
- «Армагеддон», 1962 — жених
- «Путешествие в апрель», 1962 — председатель колхоза
- «Горькое лекарство», 1963 — Сомнилэ
- «Нужен привратник», 1967 — Святой Пётр
- «Сергей Лазо», 1967 — Комаровский
- «Офицер запаса», 1971 — Илья Николаевич Мариян
- «Это сладкое слово — свобода!», 1972 — Альберто Рамирез, сенатор-коммунист
- «Красная метель», 1973 — Георге Гыцэ
- «Мосты», 1973 — Штефэнаке
- «Мужчины седеют рано», 1974 — Армашу
- «Конь, ружьё и вольный ветер», 1975 — Новак
- «Фаворит», 1976 — инспектор Лодж
- «Сказание о храбром витязе Фэт-Фрумосе », 1977 — Лаур-Балаур
- «Когда рядом мужчина», 1977 — профессор
- «Сказание о храбром витязе Фэт-Фрумосе», 1977 — дракон Лаур-Балаур (озвучил Юрий Яковлев)
- «Кентавры» (СССР, Венгрия, Чехословакия), 1978 — Тороа, член правительства
- «Взлёт», 1979 — священник
- «Подготовка к экзамену», 1979 — отец Кати
- «Рассказ неизвестного человека», 1980 — Пекарский
- Тайна виллы «Грета», 1983 — Сокдас, прокурор(озвучил Армен Джигарханян)
- «Как стать счастливым», 1985 — Дмитрий Сергеевич Аргжанов, директор института мозга
- «Такой странный вечер в узком семейном кругу» (фильм-спектакль), 1985 — скульптор
- «Почему убили Улофа Пальме?», 1987 (фильм-спектакль)
- «Недолгий танец любви», 1988 — Дуки
- «Чёрный коридор», 1988 — Иван Семенович Граубе, учитель
- «Николай Вавилов» (СССР, ФРГ), 1990 — Александр Иванович Муралов, государственный и партийный деятель
- «Кодры», 1991—1993 — Алексей Иосифович Шеремет, секретарь райкома партии